# Asread
Asread Co., Ltd (株式会社アスリード Kabushiki-gaisha Asurīdo?) es un estudio de animación japonés establecido en noviembre de 2003 por los exmiembros de Xebec.

## Obras

#### Series de televisión
| Año  | Título                                                               | Director(es)                   | Fecha de primera transmisión | Fecha de última transmisión | Eps. | Notas | Refs.               |
| ---- | -------------------------------------------------------------------- | ------------------------------ | ---------------------------- | --------------------------- | ---- | --- | ------------------- |
| 2005 | Shuffle!                                                             | Kasaki Noki                    | 7 de julio de 2005           | 5 de enero de 2006          | 24   | Adaptación de la novela visual desarrollada por Navel.                                                                  |                     |
| 2007 | Shuffle! Memories                                                    | Naoto Hosoda                   | 7 de enero de 2007           | 25 de marzo de 2007         | 12   | Adaptación de la novela visual desarrollada por Navel.                                                                  |                     |
| 2008 | Minami-ke: Okawari                                                   | Naoto Hosoda                   | 6 de enero de 2008           | 30 de marzo de 2008         | 13   | Adaptación del manga creado por Koharu Sakuraba.                                                                        |                     |
| 2008 | Ga-Rei: Zero                                                         | Ei Aoki                        | 5 de octubre de 2008         | 21 de diciembre de 2008     | 12   | Adaptación del manga creado por Hajime Segawa.                                                                          |                     |
| 2009 | Minami-ke: Okaeri                                                    | Kei Oikawa                     | 4 de enero de 2009           | 29 de marzo de 2009         | 13   | Secuela de Minami-ke: Okawari                                                                                           |                     |
| 2011 | Mirai Nikki                                                          | Naoto Hosoda                   | 10 de octubre de 2011        | 16 de abril de 2012         | 26   | Adaptación del manga creado por Sakae Esuno.                                                                            | [ 2 ]               |
| 2013 | Yūsha ni Narenakatta Ore wa Shibushibu Shūshoku o Ketsui Shimashita. | Kinji Yoshimoto                | 5 de octubre de 2013         | 21 de diciembre de 2013     | 12   | Adaptación de las novelas ligeras escritas por Jun Sakyou e ilustradas por Masaki Inuzumi.                              | [ 3 ]               |
| 2016 | Big Order                                                            | Nobuharu Kamanaka              | 15 de abril de 2016          | 17 de junio de 2016         | 10   | Adaptación del manga creado por Sakae Esuno.                                                                            | [ 4 ]               |
| 2018 | Lord of Vermilion: Guren no Ou                                       | Satoshi Takafuji Eiji Suganuma | 13 de julio de 2018          | 28 de septiembre de 2018    | 12   | Adaptación del juego arcade de cartas desarrollado por Think Garage. Coproducción junto a Tear Studio.                  | [ 5 ]               |
| 2019 | Arifureta Shokugyō de Sekai Saikyō                                   | Kinji Yoshimoto                | 8 de julio de 2019           | 7 de octubre de 2019        | 13   | Adaptación de las novelas ligeras escritas por Ryo Shirakome e ilustradas por Takayaki. Coproducción junto a White Fox. | [ 6 ]               |
| 2021 | Megami-ryō no Ryōbo-kun                                              | Shunsuke Nakashige             | 14 de julio de 2021          | 15 de septiembre de 2021    | 10   | Adaptación del maga escrito e ilustrado por Ikumi Hino.                                                                 | [ 7 ]               |
| 2022 | Arifureta Shokugyō de Sekai Saikyō 2nd Season                        | Akira Iwanaga                  | 13 de enero de 2022          | 31 de marzo de 2022         | 12   | Secuela de Arifureta Shokugyō de Sekai Saikyō. Coproducción junto a studio MOTHER.                                      | [ 8 ]               |
| 2024 | Arifureta Shokugyō de Sekai Saikyō 3rd Season                        | Akira Iwanaga                  | 14 de octubre de 2024        | 17 de febrero de 2025       | 16   | Secuela de Arifureta Shokugyō de Sekai Saikyō 2nd Season.                                                               | [ 9 ] [ 10 ] [ 11 ] |

#### ONAs
| Año  | Título                         | Eps. | Notas                                                        | Refs. |
| ---- | ------------------------------ | ---- | ------------------------------------------------------------ | ----- |
| 2011 | Busou Chuugakusei: Basket Army | 5    | Adaptación de la novela ligera escrita por Kazushige Nojima. |       |

#### OVAs
| Año  | Título                                                                   | Eps. | Notas | Refs.  |
| ---- | ------------------------------------------------------------------------ | ---- | --- | ------ |
| 2005 | Shuffle! Prologue                                                        | 1    | Adaptación de la novela visual desarrollada por Navel.                                                                           |        |
| 2007 | Kiddy GiRL-AND Pilot                                                     | 1    | Secuela de Kiddy Grade: Ignition                                                                                                 |        |
| 2009 | Minami-ke: Betsubara                                                     | 1    | Adaptación del manga creado por Koharu Sakuraba.                                                                                 |        |
| 2010 | Mirai Nikki OVA                                                          | 1    | Adaptación del manga creado por Sakae Esuno.                                                                                     |        |
| 2012 | Mirai Nikki (TV): Ura Mirai Nikki                                        | 10   | Cortos incluidos con los Blu-rays.                                                                                               |        |
| 2012 | Corpse Party: Missing Footage                                            | 1    | Adaptación de la serie de videojuegos de survival horror y aventura creados por Makoto Kedōen y desarrollados por Team GrisGris. |        |
| 2013 | Mirai Nikki Redial                                                       | 1    | Secuela de Mirai Nikki. |        |
| 2013 | Corpse Party: Tortured Souls - Bougyakusareta Tamashii no Jukyou         | 4    | Adaptación de la serie de videojuegos de survival horror y aventura creados por Makoto Kedōen y desarrollados por Team GrisGris. | [ 12 ] |
| 2014 | Yūsha ni Narenakatta Ore wa Shibushibu Shūshoku o Ketsui Shimashita. OVA | 1    | Adaptación de las novelas ligeras escritas por Jun Sakyou e ilustradas por Masaki Inuzumi.                                       |        |
| 2015 | Big Order                                                                | 1    | Adaptación del manga creado por Sakae Esuno.                                                                                     |        |
| 2016 | Queen's Blade: Grimoire                                                  | 2    | |        |
| 2019 | Arifureta Shokugyō de Sekai Saikyō Recap                                 | 1    | Resumen de los primeros cinco episodios de Arifureta Shokugyō de Sekai Saikyō. Coproducción junto a White Fox.                   |        |

#### Películas
| Año  | Título                  | Director(es) | Duración | Notas                             |
| ---- | ----------------------- | ------------ | -------- | --------------------------------- |
| 2007 | Kiddy Grade: Ignition   | Kenji Gotou  | 84m      | Historia original.                |
| 2007 | Kiddy Grade: Maelstrom  | Kenji Gotou  | 80m      | Secuela de Kiddy GiRL-AND Pilot   |
| 2007 | Kiddy Grade: Truth Dawn | Kenji Gotou  | 90m      | Secuela de Kiddy Grade: Maelstrom |